# 狮子山站 (铜陵市)
狮子山站是位于安徽省铜陵市铜官区的一个铁路车站，邮政编码244031。车站建于1971年，有宁铜铁路、铜九铁路经过该站，有客运站房总面积192.3平方米，其中旅客候车室有73.3平方米，并设有通往铜陵有色金属集团股份有限公司冬瓜山铜的专用铁路。车站目前现仅办理散堆装货物及专用线货物发送、到达业务，不办理客运业务。车站距离中华门站206公里，隶属中国铁路上海局集团有限公司，是四等站。